# Фадеевский (Оренбургская область)
Фаде́евский — посёлок в Пономарёвском районе Оренбургской области. Административный центр Фадеевского сельсовета.

## География
Посёлок находится на расстоянии примерно 10 км (по прямой) к юго-западу от села Пономарёвка, административного центра района.

### Часовой пояс
Посёлок Фадеевский, как и вся Оренбургская область, находится в часовой зоне МСК+2. Смещение применяемого времени относительно UTC составляет +5:00.

## История
Посёлок основан в 1920-х гг. Современное название получил в 1960-х годах в честь советского писателя Александра Фадеева.
Уроженцем посёлка является заслуженный работник сельского хозяйства РФ Алексей Георгиевич Котов (1948-2018).

## Население
| 2010 |
| ---- |
| 598  |

### Национальный состав
Согласно результатам переписи 2002 года, в национальной структуре населения русские составляли 88 % из 731 чел.